# Jason Watkins
Jason Watkins (* 28. Oktober 1966 in Albrighton, England) ist ein britischer Schauspieler.

## Leben
Jason Watkins wurde am 28. Oktober 1966 in Albrighton geboren. Er besuchte die St Mary’s Grundschule in der Nähe von Shaw Lane, wo seine Mutter Avis als Lehrerin tätig war; der Vater von Jason Watkins war ein Metallurge. Als Jason Watkins 9 Jahre alt war, zog er mit seinen Eltern nach London. Er absolvierte seine Schauspielausbildung auf der Royal Academy of Dramatic Art. Bekannt wurde Jason Watkins vor allem durch seine Auftritte in britischen Fernsehserien. In Being Human stellte er den Vampirbösewicht Herrick dar, in Dirk Gently den Detective Inspector Gilks und in Trolllied die Hauptfigur des Gavin. Außerdem hatte er einen Auftritt in der britischen Fernsehserie Doctor Who. Für die Hauptrolle im Fernsehzweiteiler Die verlorene Ehre des Christopher Jefferies wurde er 2015 mit dem BAFTA TV Award als Bester Hauptdarsteller ausgezeichnet. In der Netflix-Serie The Crown verkörperte er 2019 den britischen Premierminister Harold Wilson.
Neben diversen Rollen in Film und Fernsehen ist Jason Watkins ein gefragter Theaterschauspieler. Er gewann mehrere Preise für seine Auftritte, darunter den Laurence Olivier Theatre Award. Diesen konnte er im Jahr 2000 und 2001 als bester Nebendarsteller für seine Rolle in A Servant for Two Masters am Young Vic and New Ambassadors Theater mit nach Hause nehmen.
Jason Watkins ist in zweiter Ehe mit der Schmuckdesignerin Clara Francis verheiratet. Aus der Ehe gingen drei Kinder hervor, von denen die zweite Tochter im Jahr 2011 im Alter von 2 Jahren an einer unerkannten Sepsis verstarb. Watkins widmete den Gewinn seines BAFTA TV Awards 2015 seiner verstorbenen Tochter. Er unterstützt die britische Sepsis-Aufklärungskampagne und fungiert mit seiner Frau als Schirmherr der Organisation Child Bereavement UK, die Familien bei der Trauerarbeit unterstützt, wenn ein Kind stirbt oder trauert. Aus seiner ersten Ehe mit der Schauspielerin und Dramatikerin Caroline Harding hat Watkins zwei weitere Söhne.

## Filmografie
- 1987–1988: EastEnders (Fernsehserie, 2 Episoden)
- 1988: Hohe Erwartungen (High Hopes)
- 1991: Soldier Soldier (Fernsehserie, Episode 1x05)
- 1992: Split Second
- 1993: The Good Guys (Fernsehserie, Episode 2x05)
- 1993: Between the Lines (Fernsehserie, Episode 2x02)
- 1993: The Buddha of Suburbia (Miniserie, 4 Episoden)
- 1994: Casualty (Fernsehserie, Episode 9x05)
- 1995: Pie in the Sky (Fernsehserie, Episode 2x02)
- 1995, 1999: The Bill (Fernsehserie, 2 Episoden)
- 1996: Annie’s Bar (Fernsehserie, Episoden 1x06–1x07)
- 1997: Grown Ups (Fernsehserie)
- 1997: James Bond 007 – Der Morgen stirbt nie (Tomorrow Never Dies)
- 1998: Duck Patrol (Fernsehserie, Episoden 1x01–1x07)
- 1999: Bostock’s Cup
- 1999: Onegin – Eine Liebe in St. Petersburg (Onegin)
- 1999: Sex ’n’ Death
- 2000: Circus
- 2000: Sabotage!
- 2001: The Russian Bride
- 2003: She Stoops to Conquer
- 2003: State of Mind
- 2004: In Denial of Murder
- 2004: Family Business (Fernsehserie, Episode 1x05)
- 2004: William and Mary (Fernsehserie, Episode 2x05)
- 2004: Sex Traffic
- 2004: Bridget Jones – Am Rande des Wahnsinns (Bridget Jones: The Edge of Reason)
- 2004: Conviction (Fernsehserie, Episoden 1x01–1x06)
- 2005: All About George (Fernsehserie, Episoden 1x01–1x03)
- 2005: Funland (Fernsehserie, 6 Episoden)
- 2005: The Booze Cruise II: The Treasure Hunt
- 2005: Wilde Zeiten auf der Insel
- 2006: The Romantics (Fernsehserie, Episode 1x01)
- 2006: Elizabeth I – The Virgin Queen (The Virgin Queen, Fernsehserie, Episode 1x01-1x03)
- 2006: Confetti – Heirate lieber ungewöhnlich (Confetti)
- 2006: Fear of Fanny
- 2006: Sixty Six
- 2006: Blue Murder (Fernsehserie, Episode 3x04)
- 2006: Casualty 1906
- 2006: Housewife, 49
- 2007: Five Days (Fernsehserie, Episoden 1x01–1x05)
- 2007: Life on Mars – Gefangen in den 70ern (Life on Mars, Fernsehserie, Episode 2x07)
- 2007: The Last Detective (Fernsehserie, Episode 4x01)
- 2007: The History of Mr Polly
- 2007: The Vivienne Vyle Show
- 2007: The Life and Times of Vivienne Vyle (Fernsehserie, Episoden 1x01–1x06)
- 2007: Der goldene Kompass (The Golden Compass)
- 2007: Coming Up (Fernsehserie, Episode 5x07)
- 2008: Miss Austen Regrets
- 2008: Lewis – Der Oxford Krimi (Lewis, Fernsehserie, Episode 2x04)
- 2008: Hotel Babylon (Fernsehserie, Episode 3x05)
- 2008: Casualty 1907 (Fernsehserie, Episode 1x01)
- 2008: Holby Blue (Fernsehserie, Episode 2x11)
- 2008: Wild Child
- 2008: Klein Dorrit (Fernsehserie, 6 Episoden)
- 2008–2009: Lark Rise to Candleford (Fernsehserie, 2 Episoden)
- 2009: May Contain Nuts
- 2009: Personal Affairs (Fernsehserie, Episode 1x01)
- 2009: Murderland (Fernsehserie, Episoden 1x01–1x02)
- 2009: Der Weihnachtsmuffel (Nativity!)
- 2009: Mid Life Christmas
- 2009: Auf doppelter Spur (Agatha Christie's Poirot; Fernsehserie, Folge 12x01, The Clocks)
- 2010: Little Crackers (Fernsehserie, Episode 1x07)
- 2009–2011: Being Human (Fernsehserie, 13 Episoden)
- 2011: Psychoville (Fernsehserie, Episoden 2x02–2x06)
- 2011: The Hour (Fernsehserie, Episode 1x01)
- 2011: The Body Farm (Fernsehserie, Episode 1x06)
- 2011: Lost Christmas
- 2012: Prisoners Wives (Fernsehserie, 3 Episoden)
- 2010–2012: Dirk Gently (Fernsehserie, 3 Episoden)
- 2012: Twenty Twelve (Fernsehserie, Episode 2x02)
- 2012: Nativity 2: Danger in the Manger!
- 2012: Miranda (Fernsehserie, Episode 3x01)
- 2013: Call the Midwife – Ruf des Lebens (Call the Midwife, Fernsehserie, Episode 2x04)
- 2013: Doctor Who (Fernsehserie, Episode 7x13)
- 2013: The Wrong Mans – Falsche Zeit, falscher Ort (The Wrong Mans. Fernsehserie, Episode 1x01)
- 2013: Atlantis (Fernsehserie, Episode 1x10)
- 2011–2018: Trollied (Fernsehserie, 67 Episoden)
- 2013: To Leech (Kurzfilm)
- 2014: Die verlorene Ehre des Christopher Jefferies (The Lost Honour of Christopher Jefferies, Fernsehzweiteiler)
- 2014–2020: W1A (Fernsehserie, 15 Episoden)
- 2015: Silent Witness (Fernsehserie, 2 Episoden)
- 2017: Line of Duty (Fernsehserie, 2 Episoden)
- 2017: Taboo (Fernsehserie, 6 Episoden)
- 2017: Kindeswohl (The Children Act)
- 2017, 2024: Inside No. 9 (Fernsehserie, 2 Episoden)
- 2018: The Man Who Killed Don Quixote
- 2018: Inspector Barnaby (Midsomer Murders) Fernsehserie, Staffel 20, Folge 6: Ein Mords-Zirkus (Send In The Clowns)
- 2018: A Very English Scandal (Fernsehserie, 2 Episoden)
- 2019: The Crown (Fernsehserie, 7 Episoden)
- 2020: Hitmen (Fernsehserie, 1 Episode)
- 2020: Des (Miniserie, 3 Episoden)
- 2020–2024: McDonald & Dodds (Fernsehserie, 11 Episoden)
- 2021: The Trick (Fernsehfilm)
- 2021: In 80 Tagen um die Welt (Around The World In 80 Days, Fernsehserie, 8 Episoden)
- 2022: SAS: Rogue Heroes (Fernsehserie, 1 Episode)
- 2022: A Ghost Story for Christmas (Fernsehserie, 1 Episode)
- 2023: The Catch (Miniserie, 4 Episoden)
- 2023: Kleine schmutzige Briefe (Wicked Little Letters)
- 2023: Archie – Die Cary Grant Story (Archie, Miniserie, 4 Episoden)
- 2024: Coma (Miniserie, 4 Episoden)
- 2024: Batman: Caped Crusader (Fernsehserie, 10 Episoden, Stimme)
- 2025: Catch You Later (The Game, Fernsehserie, 4 Episoden)
- 2025: Der phönizische Meisterstreich (The Phoenician Scheme)